# Zune (logiciel)
 (août 2017).
Si vous disposez d'ouvrages ou d'articles de référence ou si vous connaissez des sites web de qualité traitant du thème abordé ici, merci de compléter l'article en donnant les références utiles à sa vérifiabilité et en les liant à la section « Notes et références ».
Chronologie des versions
MSN Music Groove Musique
Zune ou Zune Software est un logiciel de lecture et de gestion de bibliothèque multimédia numérique distribué gratuitement par Microsoft. Lancé par Romain Zune en 2008, il est disponible uniquement sur Microsoft Windows.  Il donne accès au Zune Marketplace, le magasin de vente de musique en ligne de Microsoft.

## Historique
En 2008, Microsoft annonce la fermeture de MSN Music, deux ans après sa création, et le lancement de Zune.
La version 1.0 est disponible en même temps que le premier baladeur de la marque, le Zune 30. 

## Fonctionnalités
A la manière d'iTunes avec les iPod, le logiciel Zune est l'unique logiciel permettant de transférer des fichiers vidéo et musicaux vers les baladeurs numériques Zune et les téléphones portables Windows Phone 7. Zune permet d'importer des CD vers sa bibliothèque multimédia et de gérer cette dernière, ainsi que de pouvoir la transférer vers le baladeur ou vers une Xbox 360 grâce au streaming. 
En outre, il propose la possibilité de partager du contenu sur un réseau local. La diffusion de podcasts est assurée par le Zune Marketplace. Enfin, il propose des informations complètes (Images, clips, biographies, discographies, artistes connexes etc) sur certains groupes. 
Il est basé sur une version modifiée du Windows Media Player 11. Il contient entre autres choses un décodeur natif pour les standards AAC sans DRM et pour les vidéos H.264 et MPEG-4. Ainsi, il peut supporter les formats suivants :
- MP3 (.mp3), AAC low complexity (.aac, .mp4, .m4a, .m4b, .mov), WMA (.wma) pour la partie audio.
- MPEG4 (.mp4, .m4v, .mov), H.264 (.mp4, .m4v, .mov), WMV (.wmv), ASF (.asf) pour la partie vidéo.
- JPEG (.jpeg) pour les images.

Les différentes versions publiées du Zune Software sont les suivantes :
- 1.0.5341.0 : Version présente sur le site officiel.
- 1.2.5511.0 : Support de Windows Vista.
- 1.3.5728.0 : Améliorations de la détection et de synchronisation avec le Zune.

## Zune Marketplace
Zune Marketplace est un magasin en ligne, accessible via le Zune Software. Il donne accès à des applications mobiles et des contenus multimédia (musique, clips, films...).

### Contenus multimédia
Initialement, les fichiers achetés sur le Zune Marketplace possèdent des DRM qui en limitent l'usage possible. Ils ne peuvent être achetés et regardés que depuis des appareils Microsoft : baladeurs numériques Zune, smartphones Windows Phone, Xbox 360 et PC ayant le logiciel Zune installé. Les morceaux de musique sont encodés au format WMA (2-Pass CBR à 192 kb/s). Les chansons sont facturées soit au titre, soit à l'album, soit grâce à un abonnement mensuel. Leur paiement s'effectue à l'aide des Points Microsoft, que les utilisateurs achètent (5 $ les 400 points). À titre indicatif, une chanson vaut 79 points, l'abonnement au mois s'élève quant à lui à 14,99 $. Les titres téléchargés avec cette offre ne peuvent être gravés sur un CD audio, et qu'une fois l'abonnement arrêté, les morceaux ne sont plus lisibles. Une offre d'essai de 14 jours peut être incluse avec l'achat d'un Zune.
Cette offre permet aussi de télécharger et de garder à vie dix morceaux sans DRM de son choix, et ce, chaque mois.
Par la suite, dans le sillage d'Apple, Microsoft fait évoluer son offre et propose des fichiers sans DRM, au format MP3 à 320 kbit/s. Le catalogue s'étoffe de mois en mois et passe de deux millions de chansons disponibles au lancement à 14 millions grâce à l'apport du catalogue des quatre plus importantes maisons de disques : EMI, Sony BMG, Warner Music Group et Universal Music Group, ainsi que de celles de plus petits labels.

### Applications
Dans le Zune Marketplace était inclus une section Applications dans laquelle des jeux et des applications mobiles pouvaient être téléchargées pour le Zune HD. La boutique contenait initialement neuf applications, toutes développées par Microsoft et disponibles gratuitement. Leur nombre augmente régulièrement au cours des deux années qui suivent le lancement de la plateforme, pour atteindre soixante-deux, incluant Facebook, Twitter et Windows Live Messenger, et des jeux produits par des développeurs indépendants.

### Fermeture du service
Le 31 août 2012, la section Applications est retirée du Zune Marketplace. Ce dernier est ensuite remplacé par Xbox Musique et Xbox Vidéo pour la partie multimédia, et par Windows Phone Store pour le téléchargement d'applications.